# Gustavo Adolfo Merino Juárez
Gustavo Adolfo Merino Juárez (Ciudad de México, 1969) es un economista mexicano. De agosto de 2010 a noviembre de 2012, se desempeñó como director general de Financiera Rural (México).

## Trayectoria profesional
- Es Decano de la Escuela de Ciencias Sociales y Gobierno para la Región Ciudad de México, del Tecnológico de Monterrey
- Fue director del Centro de Inversiones de la Organización de las Naciones Unidas para la Alimentación y la Agricultura (FAO) en su sede en Roma, Italia, de 2013 a 2016.
- De agosto de 2010 a diciembre de 2012, fue director general de Financiera Rural.
- Anteriormente, dentro de la Secretaría de Desarrollo Social (México), ocupó el cargo de Subsecretario de Prospectiva, Planeación y Evaluación del 16 de agosto de 2008 al 31 de julio de 2010 y Subsecretario de Desarrollo Social y Humano del  1° de diciembre de 2006 al 15 de agosto de 2008.
- En el Equipo de Transición del entonces presidente electo Felipe Calderón Hinojosa, se desempeñó como Subcoordinador de Política Social dentro de la Coordinación de Políticas Públicas.
- De mayo de 2002 a agosto de 2006 ocupó diversos cargos en la Secretaría de Desarrollo Social: Jefe de la Unidad de Planeación y Relaciones Internacionales, Coordinador General de Prospectiva y Planeación y director general de Relaciones Internacionales.
- También se desempeñó como funcionario de la Unidad de Desregulación Económica de la entonces Secretaría de Comercio y Fomento Industrial, ocupando igualmente diversos cargos entre 1991 y 1993.
- Ha sido consultor en proyectos relacionados con sus áreas de especialidad para el Instituto de Desarrollo Internacional de la Universidad de Harvard, Banco Mundial, el Banco Interamericano de Desarrollo y la Comisión Económica para América Latina y el Caribe de las Naciones Unidas (CEPAL). También ha sido consultor económico en materia de política de competencia para diversas empresas privadas.

## Actividades académicas
- Como Decano de la Escuela de Ciencias Sociales y Gobierno del Tecnológico de Monterrey (2017-2019) en la Región Ciudad de México, tuvo a su cargo los programas de Economía, Derecho, Gobierno y Transformación Pública y Relaciones Internacionales en los 3 campus de la región: Campus Ciudad de México, Estado de México y Santa Fe.[2] Actualmente, es profesor de tiempo completo en la Escuela de Gobierno y Transformación Pública del Tecnológico de Monterrey.[3]
- Fue Profesor-Investigador de tiempo completo en el Departamento de Economía y Director del Centro de Políticas Públicas del Instituto Tecnológico Autónomo de México (ITAM) entre 2000 y 2002 y también se ha desempeñado como profesor de asignatura en la misma institución.
- Ha impartido cursos a nivel profesional y posgrado sobre Desarrollo Económico, Economía Pública, Finanzas Públicas y Microeconomía.
- Cuenta con distintas publicaciones en materia de desarrollo social, política educativa, finanzas públicas, federalismo fiscal, y descentralización, tanto en libros y revistas académicas y de investigación.
- Fue miembro del Sistema Nacional de Investigadores.